# Rolls-Royce Pegasus

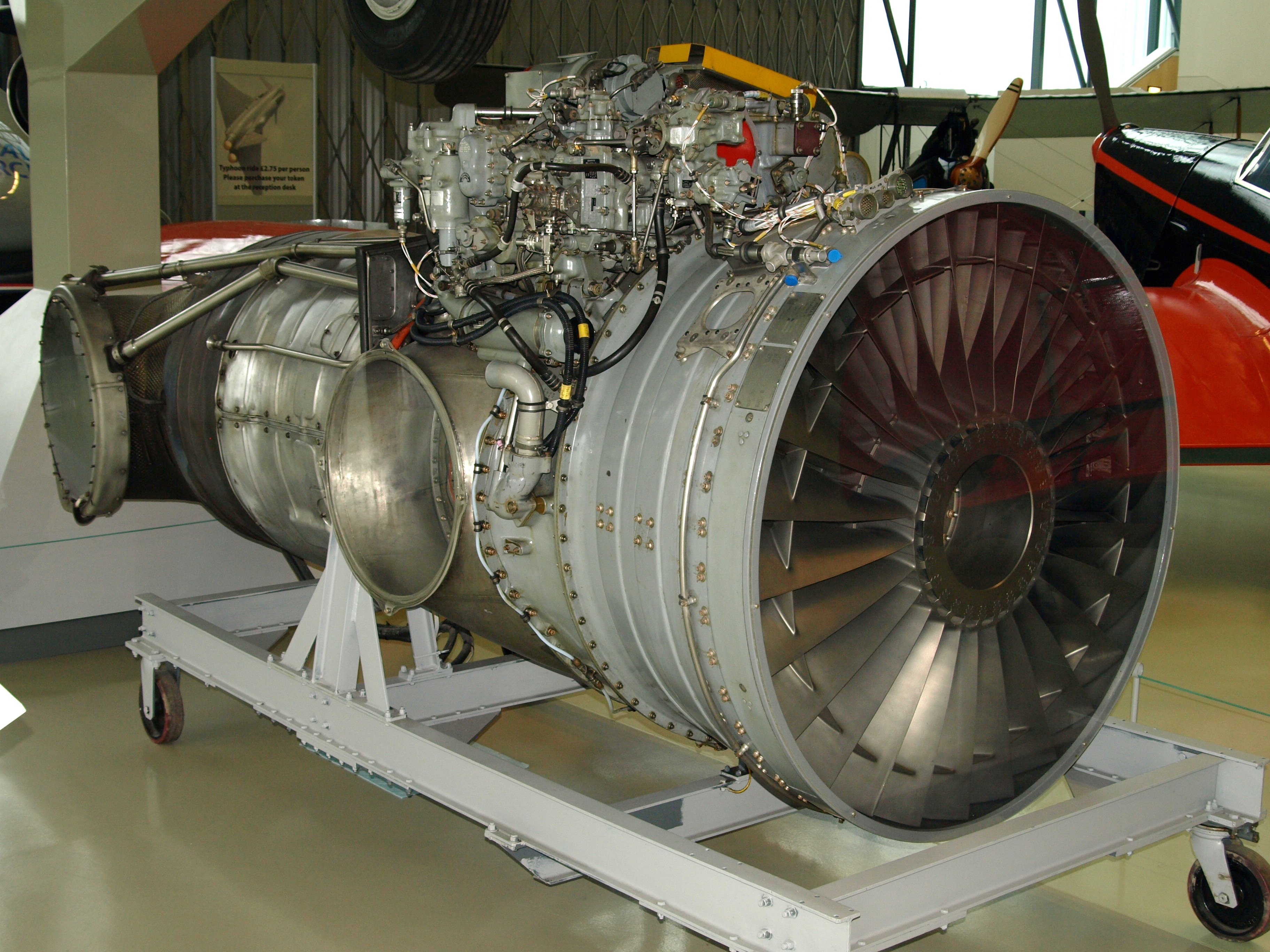

Rolls-Royce Pegasus – silnik turbowentylatorowy zaprojektowany w brytyjskim koncernie Bristol Siddeley i wyprodukowany przez spółkę Rolls-Royce. Silnik jest w stanie kierować ciąg w dół, który następnie może być obrócony w celu napędzania samolotu odrzutowego do przodu. W razie lekkiego obciążenia, może też być używany do manewrowania jak helikopter, pionowo do startu i lądowania. W amerykańskich siłach zbrojnych silnik nosi oznaczenie F402.4.